# Девочка для удовольствия
«Девочка для удовольствия» (англ. Good-Time Girl) — британская нуарная криминальная драма режиссёра Дэвида Макдональда, которая вышла на экраны в 1948 году.
В основу сценария фильма положен роман британского писателя Артура Ла Берна «Ночь окутывает улицы тьмой» (англ.  Night Darkens the Street), который был опубликован в 1947 году. Фильм рассказывает о 16-летней привлекательной девушке из бедной лондонской семьи Гвен Роулингс (Джин Кент), которая проходит трудный жизненный путь, приводящий её к трагическому финалу. Сначала её обвиняют в краже броши в ломбарде, где она работает, затем она бежит от бьющего её отца и устраивается гардеробщицей в ночной клуб. Там она знакомится с порядочным музыкантом Редом Фарреллом (Деннис Прайс) и отказывает в домогательствах сотруднику клуба Джимми Россо (Питер Гленвилл). Джимми подставляет Гвен в краже, и её направляют в исправительную школу. Там, уже озлобившаяся на весь мир Гвен вместе с подругой Робертой (Джилл Бэлкон) мучает младшую девочку, а затем устраивает небольшой бунт, который позволяет ей сбежать. Она приезжает в Брайтон, где сближается с мошенником и гулякой Дэнни Мартином (Гриффит Джонс), проводя время в загульных вечеринках. Однажды за рулём автомобиля пьяная Гвен сбивает насмерть велосипедиста, после чего подаётся в бега. С ней знакомятся двое американских солдат-дезертиров (Бонар Коллеано и Хью Макдермотт), образуя банду, занимающуюся уличными грабежами в Лондоне. Когда они попадают в поле зрения прессы, они решают перебраться в Манчестер, угнав случайную машину. По стечению обстоятельств, водителем остановленной Гвен машины оказывается Ред, которого её сообщники безжалостно убивают. В тот же вечер полиция хватает всю банду, и Гвен получает 15-летний тюремный срок.
Критики в основном положительно оценили картину, отметив важность поставленной в ней проблемы, хороший сценарий и постановку, а также сильную игру всего актёрского состава, и, в особенности, Джин Кент в главной роли.

## Сюжет
Сотрудник полиции просит судью по делам несовершеннолетних мисс Торп (Флора Робсон) поговорить со строптивой пятнадцатилетней Лайлой Лоуренс (Диана Дорс), девочкой из неблагополучной семьи, которая сбежала из дома. Вместо поучений мисс Торп рассказывает Лайле тяжёлую и поучительную историю Гвен Роулингс (Джин Кент), лондонской девушки примерно её возраста, также из бедной семьи, которая также бежала из дома…
Однажды мистер Поттинджер (Элвин Брук-Джонс), хозяин ломбарда, в котором работает Гвен, ловит её на том, как она кладёт в сейф брошь, которую накануне взяла, чтобы надеть её на танцы. Он обвиняет девушку в краже, а затем намекает, что небольшой роман решит эту проблему, однако Гвен отвергает его ухаживания, после чего её увольняют. Когда она возвращается домой, её вечно пьяный неработающий отец, мистер Роулингс (Джордж Карни), узнав об увольнении, жестоко избивает Гвен, и на следующее утро она уходит из дома. Гвен снимает комнату на верхнем этаже пансиона, где в соседнем с ней номере живёт элегантно одетый Джимми Россо (Питер Гленвилл). Видя, что девушка нуждается в работе, он на следующий день отводит её в ночной клуб «Голубой ангел», где работает сам. Владелец клуба Макс Вайн (Герберт Лом), высоко оценив внешние данные Гвен, сразу же даёт ей работу гардеробщицы, говоря, что не будет платить ей зарплату, так как с такой улыбкой и внешностью она сможет получать весьма приличные чаевые. Вскоре она знакомится с музыкантами, работающими в клубе, Артом Муди (Джон Блит) и Майклом «Редом» Фарреллом (Деннис Прайс), который проявил к ней искреннее человеческое внимание, тем сразу же завоевал её расположение. В конце рабочего дня Джимми попытался пристать к Гвен, заявляя, что она ему должна за работу, однако она отбилась от него.
Вскоре в пансионат к Гвен приходит её мать, миссис Роулингс (Беатрис Варли), которая стала жаловаться на тяжёлую жизнь и просить дочь вернуться. Гвен однако отказалась. дав при расставании матери немного денег. Наблюдая на работе за Гвен, Ред называет её прирожденной сибариткой, которая слишком любит всё прекрасное в жизни. За их казалось бы интимным разговором из-за угла наблюдает Джимми, который тем же вечером врывается в комнату Гвен м набрасывается на неё с кулаками. На следующее утро Макс, заметив синяк под глазом Гвен, быстро выясняет, что это дело рук Джимми, после чего увольняет его. Джимми в ответ угрожает Максу и Гвен, что отмстит им. Когда после работы Гвен возвращается в пансионат, Джимми предлагает ей мир, а затем просит сдать в ломбард драгоценности своей матери, говоря, что такой привлекательной девушке, как она, дадут больше денег. Она выполняет просьбу Джимми и отдаёт ему деньги. Вечером около клуба на Макса нападают двое бандитов, которые бьют и режут его бритвой. Гвен, опасаясь, что за этим стоит Джимми, говорит Реду, что боится идти домой, и он предлагает переночевать в его квартире. Тем временем перебинтованный Макс поручает знакомому бандиту избить Джимми. Дома у Реда Гвен узнаёт, что тот женат, но живёт с женой раздельно. Она хочет остаться у Реда подольше, но тот лишь обещает помочь ей найти жильё на следующий день. Когда Гвен вселяется в новую комнату, появляется полиция, сообщая, что у её бывшей домовладелицы миссис Чок (Эми Винесс) пропали драгоценности, и что их сдала в ломбард, девушка, похожая на Гвен. Её арестовывают, и она предстаёт перед судом по делам несовершеннолетних, в котором председательствует мисс Торп. В суде Джимми утверждает, что ничего не крал и не ничего не может сказать по этому делу. Ред пытается защитить Гвен, говоря, что она порядочная девушка и не могла пойти на кражу. Однако когда выясняется, что Ред в отсутствие своей жены пригласил в свой дом на ночь шестнадцатилетнюю Гвен, суд склонен верить Джимми. Мисс Торп понимает, что Гвен нельзя вернуть обратно в семью, откуда она снова сбежит, и определяет её на три года в исправительную школу. Рэд уговаривает представителя службы опеки дать ему возможность проститься с Гвен, и перед расставанием они страстно целуются.
По прибытии в школу ожесточившаяся Гвен ведёт себя грубо и нетерпимо к окружающим. Она быстро сходится с одной из главных хулиганок Робертой (Джилл Бэлкон), которая учит её, как использовать школьные порядки в своих интересах. Гвен узнаёт, что ей пишут письма как мать, так и Рэд, однако администрация передаёт ей письма только от матери. Однажды Гвен и Роберта мучают и издеваются над более молодой Агнес (Маргарет Бартон), требуя, чтобы она достала им сигареты. Среди ночи рыдающая Агнес прибегает в администрацию и всё рассказывает. На следующее утро в столовой во время завтрака Гвен и Роберта провоцируют драку, и в последующей суматохе Гвен удаётся сбежать из школы.
По дороге она ворует фермерскую одежду, а затем на попутке добирается до Лондона. Она приходит в «Голубой ангел», где узнаёт, что Макс его продал, купив в Брайтоне клуб «Серебряная туфелька». Когда Гвен появляется у Макса в клубе, он не хочет иметь с ней ничего общего, но, увидев её отчаяние, соглашается дать временный ночлег в комнате на втором этаже. Переодевшись в красивый костюм из гардероба Макса, Гвен спускается в зал, где быстро знакомится с двумя завсегдатаями, Дэнни Мартином (Гриффит Джонс) и Фрути Ли (Гарри Росс). Она особенно сближается с Дэнни и живёт у него. Промышляя мошенничеством, Дэнни и Фрути проводят время в весёлых загулах, и Гвен с удовольствием вливается в их компанию. Однажды пьяная Гвен садится за руль машины Дэнни, в которой едет кататься вся компания. Ночью на тёмной дороге она насмерть сбивает полицейского на велосипеде. В отсутствие свидетелей Дэнни решает, что никто их не поймает, но на всякий случай приказывает молчать о произошедшем. В клубе детектив сержант Гиртон (Джек Рейни) в присутствии Гвен спрашивает Дэнни, куда тот дел свою машину. Гвен начинает нервничать, и ночью, собрав вещи, сбегает на вокзал. Когда поезд трогается, в купе к ней заходит Дэнни, который сильно избивает её, забирает чемодан и выходит на следующей станции. Двое американских солдат-дезертиров, Микки Мэлоун (Бонар Коллеано) и Эл Шварц (Хью Макдермотт) обнаруживают её на полу купе, помогают подняться и затем уводят с собой.
Втроём они добираются до Лондона, где сформировав преступную группу, занимаются уличными грабежами, а затем пьют и играют в карты. Однажды, когда они, совершенно пьяные, выходят из паба, то натыкаются на военный патруль. Микки и Эл избивают патрульных и сбегают. Добравшись до квартиры, они понимают, что об их грабежах уже широко известно, и им надо срочно куда-то скрыться. Они принимают решение угнать машину и бежать в Манчестер. Гвен по поручению Микки выходит на дорогу и останавливает машину, за рулём которой оказывается Ред. Узнав друг друга, они рады встрече, но в этот момент Микки и Эл бьют Реда сзади, и он теряет сознание. Они оттаскивают Реда с дороги и бросают под деревом. Увидев, что Ред знаком с Гвен, Эл решает, что он может стать опасным свидетелем. Он берёт пистолет и убивает Реда. Когда они садятся в машину и едут через Гайд-парк, прямо перед ними полицейский закрывает на ночь ворота. Они нервно разворачиваются, врезаясь в другую машину, после чего к ним направляются полицейские. Микки и Эл вылезают из машины и пытаются убежать, в то время как полиция открывает огонь и преследует их. Затем полиция арестовывает сидящую в машине Гвен, и она получает пятнадцать лет тюрьмы.
…Выслушав этот рассказ, Лайла меняет тон, благодарит мисс Торп и решает вернуться домой.

## В ролях
- Джин Кент — Гвен Роулингс
- Деннис Прайс — Майкл «Рэд» Фаррелл
- Герберт Лом — Макс Вайн
- Бонар Коллеано — Микки Мэлоун
- Питер Гленвилл — Джимми Руссо
- Флора Робсон — мисс Торп
- Джордж Карни — мистер Роулингс
- Беатрис Варли — миссис Роулингс
- Хью Макдермотт — Эл Шварц
- Гриффит Джонс — Дэнни Мартин
- Эми Венесс — миссис Чок
- Элвин Брук-Джонс — мистер Поттингер
- Орландо Мартинс — Колли
- Рене Гэдд — миссис Парсонс
- Джилл Бэлкон — Роберта
- Джоан Янг — миссис Бонд
- Маргарет Бартон — Агнес
- Джек Рэйни — детектив инспектор Гёртон
- Нора Свинбёрн — мисс Миллс
- Диана Дорс — Лайла Лоуренс

## История создания и выпуска фильма
Как пишет историк кино Майкл Брукс, в 1946 году продюсером британской киностудии Gainsborough Pictures был назначен Сидни Бокс, который «решил увести её от глянцевых, чувственных мелодрам, благодаря которым она сделала себе имя в середине 1940-х годов, отдав предпочтение более реалистичным драмам, исследующим современные социальные проблемы». Одной из первых в ряду таких картин стала «Девочка для удовольствия».
В основу сценария фильма положен роман британского писателя Артура Ла Берна «Ночь окутывает улицы тьмой» (англ. Night Darkens the Street), который был опубликован в 1947 году. Название книги является цитатой из поэмы Джона Мильтона «Потерянный рай» (1667) .
Изначально фильм получил название «Плохая девчонка» (англ. Bad Girl).
Съёмки фильма проходили на Gainsborough Studios в Ислингтоне, Лондон, Великобритания. Натурные сцены снимались в Гайд-парке и на центральных улицах Лондона.
Согласно некоторым источникам, фильм был первоначально запрещён британской цензурой из-за содержащихся в нём провокационных реплик и сцен жестокости. После того, как Британский совет по классификации фильмов удалил некоторые наиболее скандальные сцены, фильм был допущен к прокату
Картина произведена компаниями Sydney Box Productions (под названием Triton) (Великобритания) и Eagle-Lion Classics (США) и выпущена General Film Distributors. Фильм вышел в прокат в Великобритании 14 июня 1948 года.

## Оценка фильма критикой

### Общая оценка фильма
Как отмечено в рецензии газеты «Нью-Йорк Таймс», даже достойная похвалы актёрская игра в «этой картине не выводит её из разряда второстепенных мелодрам». Как пишет автор, этот «едва ли новый по замыслу или блистательный по исполнению» фильм на социальную тематику представляет «один из аспектов послевоенной лондонской жизни, который ранее уже был показан на экране с лучшими результатами». В данном случае повествование о героине выглядит как «очевидное, унылое и затянутое дело, которому не помогают банальные истории нескольких по-настоящему содержательных персонажей, которыми картина может похвастаться». Причина этого, по мнению критика, заключается в том, что «сценаристы и режиссёр, прибегли — в большинстве случаев неуклюже — к очевидным и во многом неубедительным мелодраматическим приёмам, чтобы раскрутить свою печальную историю». Судьба героини «представляется в такой же степени результатом „невезения“ и совпадений, как и „плохой компании“ и „плохого воспитания“. Её судьба предрешена с самого начала, когда её ловят при попытке украсть брошь». Как полагает автор статьи, в своё время «британцы дали нам более убедительное представление о преступности и исправительных школах в документальном фильме „Дети под судом“ (англ.  Children on Trial) (1946)».
С другой стороны, профессиональный британский журнал The Monthly Film Bulletin заключил, что эта «реалистичная, жестокая история скорее повышает, чем умаляет репутацию британского кино. Она определенно хорошо сделана… Захватывающий в самых грязных обстоятельствах, фильм удерживает интерес до конца и заставляет сердце биться чаще». Как далее отмечает автор статьи, «трудно не сочувствовать Гвен; воспитание, несправедливые обвинения, непонимание, отсутствие внимания в исправительной школе, плохие товарищи — всё это вместе взятое разрушает девушку, которая могла бы стать достойной молодой женщиной… Помимо идеальной режиссуры, прекрасной операторской работы и хорошей актёрской игры, фильм заставляет задуматься и поспорить. Он не для брезгливых и не для тех, кто предпочитает смотреть на жизнь сквозь розовые очки».
Обозреватель журнала The Spectator Вирджиния Грэм написала, что этот фильм «пытается серьёзно и честно разобраться с проблемой преступности среди несовершеннолетних, и у него это получается не так уж и плохо». По мнению критика, «если этот фильм оставляет у зрителя ощущение, что где-то что-то серьёзно не так, то это из-за того, что его мораль подсказывает, что кратчайший путь к распутству лежит через суды по делам несовершеннолетних».
Как отмечает современный киновед Майкл Брук, «авторы фильма представляют в нём различных официальных лиц — судью по делам несовершеннолетних, штатный персонал школы, различных полицейских — не только сочувствующими тяжелому положению своих подопечных, но и осознающими, что часто их поступки порождены не только негативным воздействием окружающей обстановки, но и неудачными решениями самих официальных лиц. Эта тема, вскоре получила дальнейшее развитие в фильме Монтгомери Талли „Мальчики в коричневом“ (1949), аналогичном фильме о малолетних преступниках, но мужского пола, который также выпустила студия Gainsborough». Тем не менее, по мнению Брука, «содержательные моменты истории сводятся на нет повествованием, которое настолько низко опускает шансы Гвен Роулингс, что даже если бы она играла строго по правилам, трудно представить, что для неё всё могло закончиться более благоприятно». Она попадает в исправительную школу в первую очередь потому, что суд отказался поверить в два по-настоящему добрых поступка её и Реда. «Возможно, именно это решающее упущение толкает её на путь гибели гораздо решительнее, чем неблагополучное семейное положение или выбор профессии: как семья, так и государство подвели её».
По мнению современного критика Дерека Виннерта, «очень хороший актёрский состав второго плана задаёт картине темп, но богатый на события сюжет постоянно сбивается с пути, а типичные персонажи не настолько интересны, чтобы удерживать внимание на протяжении всей картины… Хотя фильм как будто бы основан на реальных событиях, он не убеждает вас в том, что его история хоть в какой-то мере реальна».

### Оценка актёрской игры
Актёрская игра в фильме получила высокую оценку. Так, по мнению рецензента «Нью-Йорк Таймс», «Джин Кент — привлекательная, симпатичная и компетентная актриса, которая легко и профессионально справляется со своей ролью. Флора Робсон пару раз появляется в роли юриста, рассказывающей историю, чтобы спасти другую девочку от участи главной героини. Герберт Лом в роли покалеченного владельца ночного клуба, Деннис Прайс в роли джазового пианиста, который дружит с мисс Кент, и Гриффит Джонс в роли плейбоя оказывают ей крепкую поддержку».Журнал The Monthly Film Bulletin отметил, что "среди актёров выделяется Гриффит Джонс в роли «на редкость отвратительного и зловещего плейбоя».
Вирджиния Грэм полагает, что «Джин Кент превратилась в замечательную актрису, и её метаморфоза из невинной шестнадцатилетней девушки в закоренелую маленькую пьяницу одновременно тонка и трогательна… Первоклассно сыграли также Гриффит Джонс, Деннис Прайс, Герберт Лом, Бонар Коллеано и Хью Макдермотт». Виннерт также придерживается мнения, что «Кент замечательно, первоклассно создаёт образ порочной леди», в чём ей помогает «прекрасный актёрский состав, которым тоже можно восхищаться».
Майкл Брук отмечает, что хотя «Джин Кент была на десять лет старше, чем того требовала роль, она справилась с ней хорошо. Её постоянно меняющийся акцент говорит о глубоко укоренившейся потребности Гвен сливаться с окружающими её людьми (она говорит на кокни в клубах, более утонченно с Рэдом и матерью, а затем перенимает американскую манеру речи в общении с дезертирами из армии США)». Киновед также отмечает, что роль «непокорной Роберты» играет Джилл Бэлкон, мать будущего актёра Дэниела Дэй-Льюиса, а «шестнадцатилетняя Диана Дорс дебютирует на экране в роли трудного подростка Лайлы Лоуренс — это первая из многих подобных ролей в британских фильмах о социальных проблемах». Вскоре Диана Дорс сыграет собственную звёздную роль девушки, ставшей плохой, в фильме «Белокурая грешница» (1956).